# Isaac de Bankolé

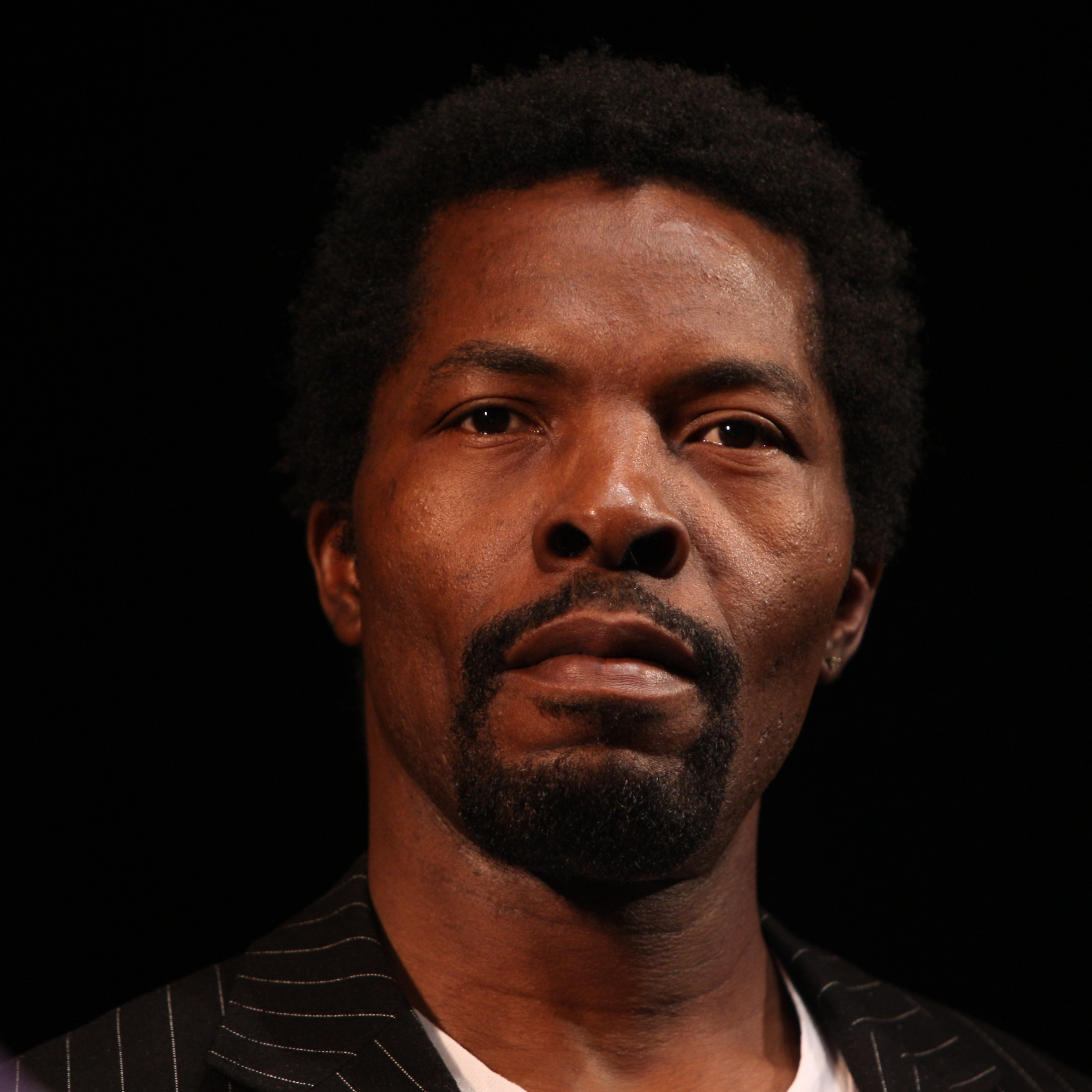
Isaac de Bankolé, 2009

Isaach de Bankolé (* 12. August 1957 in Abidjan) ist ein ivorischer Schauspieler.

## Leben und Karriere
De Bankolé besitzt einen Masterabschluss in Mathematik der Universität von Paris. Er absolvierte seine Ausbildung zum Schauspieler am Cours Simon. 1984 hatte er seine erste kleine Filmrolle in Die Abrechnung. Der Durchbruch kam zwei Jahre später mit Black Mic-Mac. Für seine schauspielerische Leistung in diesem Werk wurde er als bester Nachwuchsdarsteller mit einem César ausgezeichnet. Weitere bekannte Filme, in denen er mitspielte, sind Jim Jarmuschs Night on Earth, Coffee and Cigarettes und The Limits of Control, sowie darüber hinaus Ghost Dog – Der Weg des Samurai mit Forest Whitaker, James Bond 007: Casino Royale und Manderlay.
Isaac de Bankolé war von 2000 bis 2003 mit der Jazz-Sängerin Cassandra Wilson verheiratet.

## Filmografie (Auswahl)
- 1984: Comment draguer tous les mecs
- 1984: Der Linkshänder (L’arbalète)
- 1986: Black Mic-Mac
- 1986: Taxi Boy
- 1986: Schwarz und Weiß (Noir et blanc)
- 1988: Chocolat – Verbotene Sehnsucht (Chocolat)
- 1989: Die Kunst einen Neger zu lieben, ohne müde zu werden (Comment faire l’amour avec un nègre sans se fatiguer)
- 1989: Geheimauftrag Erdbeer Vanille (Vanille fraise)
- 1990: Scheiß auf den Tod (S’en fout la mort)
- 1991: Night on Earth
- 1992: Die Abenteuer des jungen Indiana Jones (The Young Indiana Jones Chronicles) (Fernsehserie, eine Folge)
- 1993: Heart of Darkness (Fernsehfilm)
- 1995: Casa de Lava
- 1998: Die Zeit der Jugend (A Soldier’s Daughter Never Cries)
- 1999: Ghost Dog – Der Weg des Samurai (Ghost Dog: The Way of the Samurai)
- 1999: Einsam in Manhattan (Cherry)
- 1999: Otomo
- 2000: Bàttu
- 2001: 3 A.M. – Drei Stunden nach Mitternacht (3 A.M.)
- 2001: Die Sopranos (The Sopranos) (Fernsehserie, eine Folge)
- 2003: The Killing Zone
- 2003: Coffee and Cigarettes
- 2005: Manderlay
- 2005: Der verbotene Schlüssel (The Skeleton Key)
- 2005: Stay
- 2006: Miami Vice
- 2006: James Bond 007 – Casino Royale (Casino Royale)
- 2007: Schmetterling und Taucherglocke (Le scaphandre et le papillon)
- 2007: Battle in Seattle
- 2007: The Fifth Patient
- 2008: The Guitar
- 2008: 24: Redemption (Fernsehfilm)
- 2009: 24 (Fernsehserie, 6 Folgen)
- 2009: The Limits of Control
- 2009: White Material
- 2010: Ich, die Sklavin (I Am Slave)
- 2011: Oka!
- 2014: Run
- 2014: Am Sonntag bist du tot (Calvary)
- 2014: White Collar (Fernsehserie, 2 Episoden)
- 2015: The Last Witch Hunter
- 2017: Double Play
- 2017: Embrasse-moi
- 2018: Black Panther
- 2018: Black is Beltza
- 2019: Shaft
- 2019: S.W.A.T (Fernsehserie, 1 Folge)
- 2020: French Exit
- 2022: Black Panther: Wakanda Forever
- 2022: The People We Hate at the Wedding
- 2024: Der Brutalist (The Brutalist)